# Diana Douglas
Diana Douglas, nata Diana Love Dill (Devonshire, 22 gennaio 1923 – Woodland Hills, 3 luglio 2015), è stata un'attrice britannica naturalizzata statunitense.

## Biografia
Era la figlia del colonnello Thomas Melville Dill e di Ruth Rapalje Neilson. Prese parte a diversi film a partire dal 1942 e recitò anche in film interpretati o prodotti dal figlio Michael e dall'ex marito Kirk. Nel 2008 decise di ritirarsi dalle scene.

### Vita privata
Fu sposata tre volte: dal 1943 al 1951 con l'attore Kirk Douglas (da cui prese il cognome), da cui ebbe due figli, Michael (1944) e Joel (1947); nel 1956 sposò l'attore Bill Darrid con cui rimase fino alla morte di lui, avvenuta nel 1992; nel 2002 diventò moglie di Donald Albert Webster con cui rimase fino alla morte. Era nonna dell'attore Cameron Douglas.

### Morte
Morì di cancro nel 2015 a 92 anni.

## Filmografia parziale

### Cinema
- Prigioniera di un segreto (Keeper of the Flame), regia di George Cukor (1943)
- Schiavo del passato (The Late George Apley), regia di Joseph L. Mankiewicz (1947)
- Let's Live Again, regia di Herbert I. Leeds (1948)
- Il segno del capricorno (The Sign of the Ram), regia di John Sturges (1948)
- Amaro destino (House of Strangers), regia di Joseph L. Mankiewicz (1949)
- Il fischio a Eaton Falls (The Whistle at Eaton Falls), regia di Robert Siodmak (1951)
- Tempesta sul Tibet (Storm Over Tibet), regia di Andrew Marton (1952)
- Monsoon, regia di Rod Amateau (1952)
- Il cacciatore di indiani (The Indian Fighter), regia di André De Toth (1955)
- Loving - Gioco crudele (Loving), regia di Irvin Kershner (1970)
- Un altro uomo, un'altra donna (Un autre homme, une autre chance), regia di Claude Lelouch (1977)
- Jaws of Satan, regia di Bob Claver (1981)
- Condannato a morte per mancanza di indizi (The Star Chamber), regia di Peter Hyams (1983)
- Un biglietto in due (Planes, Trains & Automobiles), regia di John Hughes (1987)
- Oscuri presagi (Cold Heaven), regia di Nicolas Roeg (1991)
- Vizio di famiglia (It Runs in the Family), regia di Fred Schepisi (2003)

### Televisione
- Photocrime – serie TV (1949)
- Masterpiece Playhouse – serie TV, 1 episodio (1950)
- The Web – serie TV, 1 episodio (1950)
- Kraft Television Theatre – serie TV, 1 episodio (1951)
- Studio One – serie TV, 1 episodio (1953)
- Medallion Theatre – serie TV, 1 episodio (1953)
- Three Steps to Heaven – serie TV (1953)
- Willys Theatre Presenting Ben Hecht's Tales of the City – serie TV, 1 episodio (1953)
- General Electric Theater – serie TV, episodio 4x11 (1955)
- Matinee Theatre – serie TV, 1 episodio (1956)
- Medic – serie TV, 2 episodi (1956)
- I segreti della metropoli (Big Town) – serie TV, 1 episodio (1956)
- Scienza e fantasia (Science Fiction Theatre) – serie TV, episodi 2x09-2x22 (1956)
- West Point – serie TV, episodio 1x03 (1956)
- Robert Montgomery Presents – serie TV, 4 episodi (1953-1957)
- Armstrong Circle Theatre – serie TV, 2 episodi (1952-1959)
- La città in controluce (Naked City) – serie TV, 2 episodi (1959)
- Flipper – serie TV, 1 episodio (1964)
- For the People – serie TV, 1 episodio (1965)
- Ben Casey – serie TV, episodio 5x01 (1965)
- Il tempo della nostra vita (Days of Our Lives) – serie TV (1965)
- N.Y.P.D. – serie TV, 1 episodio (1967)
- Love Is a Many Splendored Thing – serie TV, 1 episodio (1973)
- Hawkins – serie TV, 1 episodio (1973)
- Kung Fu – serie TV, 1 episodio (1973)
- Le strade di San Francisco (The Streets of San Francisco) – serie TV, episodio 2x16 (1974)
- Giovani cowboys (The Cowboys) – serie TV, 12 episodi (1974)
- Dead Man on the Run – film TV (1975)
- Cannon – serie TV, 2 episodi (1974-1975)
- Barnaby Jones – serie TV, 1 episodio (1975)
- Tail Gunner Joe – film TV (1977)
- Alexander: The Other Side of Dawn – film TV (1977)
- Billy: Portrait of a Street Kid – film TV (1977)
- Mary White – film TV (1977)
- Night Cries – film TV (1978)
- W.E.B. – serie TV, 2 episodi (1978)
- Fuoco dal cielo (A Fire in the Sky) – film TV (1978)
- Radici (Roots: The Next Generations) – miniserie TV, 1 episodio (1979)
- Una famiglia americana (The Waltons) – serie TV, 3 episodi (1979)
- California (Knots Landing) – serie TV, 2 episodi (1980)
- Nero Wolfe – serie TV, 1 episodio (1981)
- CHiPs – serie TV, episodio 4x18 (1981)
- Il giorno del grande crollo (The Day the Bubble Burst) – film TV 1982)
- Lou Grant – serie TV, 2 episodi (1977-1982)
- Capitol – serie TV (1982)
- Sister, Sister – film TV (1982)
- Mai dire sì (Remington Steele) – serie TV, 1 episodio (1982)
- New York New York (Cagney & Lacey) – serie TV, 1 episodio (1983)
- Dallas – serie TV, 1 episodio (1983)
- Top Secret (Scarecrow and Mrs. King) – serie TV, 1 episodio (1984)
- Dynasty – serie TV, 3 episodi (1981-1984)
- Dirty Work – film TV (1985)
- Hardcastle & McCormick (Hardcastle and McCormick) – serie TV, 1 episodio (1986)
- The Paper Chase – serie TV, 17 episodi (1985-1986)
- La bella e la bestia (Beauty and the Beast) – serie TV, 1 episodio (1987)
- Una città divisa (A Town Torn Apart) – film TV (1992)
- I giustizieri della notte (Dark Justice) – serie TV, 1 episodio (1993)
- Harts of the West – serie TV, 1 episodio (1993)
- West Wing - Tutti gli uomini del Presidente (The West Wing) – serie TV, episodio 5x10 (2004)
- Cold Case - Delitti irrisolti (Cold Case) – serie TV, 1 episodio (2007)
- E.R. - Medici in prima linea (ER) – serie TV, 1 episodio (2008)

## Doppiatrici italiane
- Rosetta Calavetta in Amaro destino, Il cacciatore di indiani
- Valeria Valeri in Vizio di famiglia
- Alina Moradei in Cold Case - Delitti irrisolti
- Paola Piccinato in E.R. - Medici in prima linea